# 桑德拉·弗尔克尔
桑德拉·弗尔克尔（德語：Sandra Völker，1974年4月1日—），德国女子游泳运动员。她曾代表德国参加1992年、1996年、2000年和2004年夏季奥林匹克运动会游泳比赛，获得一枚银牌和二枚铜牌。